# Chœur vocal masculin « Optina Poustyne » de Saint-Pétersbourg
Le Chœur vocal masculin "« Optina Poustyne » de Saint-Pétersbourg (en russe : Мужской хор "Оптина пустынь" в Санкт-Петербург) est une formation vocale interprétant les anciens chants religieux de l'Église orthodoxe russe, les chants de la nouvelle liturgie orthodoxe mais également les chants populaires russes.
S’appuyant sur une richesse de tessitures masculines, couvrant du FA 2e au FA 7e, leur maîtrise des nuances vocales et le choix rigoureux des timbres réunis, permettent au chœur d’atteindre des résultats artistiques privilégiés dans de nombreux genres, de la monodie médiévale aux partitions polyphoniques modernes.

## Création
Cet ensemble vocal du monastère d'Optina Poustyne fut fondé à Saint-Pétersbourg en 1996 sous la bénédiction du Père supérieur (hiéromoine) Rostislav. Le 15 septembre 1996, en mémoire des saints Antoine et Théodose des Grottes, fut célébrée la première liturgie connue avec le chant Znamenny. A part les anciens chants russes à une seule voix, tous les types de polyphonie d’église russe ont été repris pour la liturgie : chant Strochnoi, polyphonie Znamenny, premières partes, ainsi que des chants traditionnels orthodoxes - grecs, serbes, bulgares et géorgiens.

## Directeur artistique
Alexander Semyonov est le fondateur de la chorale, son directeur artistique et son chef de chœur. Il est diplômé de la faculté de chef-de-chœur du Conservatoire de Saint-Pétersbourg, et du cours de direction symphonique. Après avoir obtenu son diplôme au Conservatoire, il a étudié l’écriture russe ancienne.

## Composition
Le chœur est composé de douze chanteurs diplômés du Conservatoire de Saint-Pétersbourg. En tournée, il ne comprend que de sept à neuf solistes. Par exemple, un contre-ténor, deux basses profondes, trois ténors, un baryton, une baryton-basse.

## Mission
Le Chœur a pour mission de perpétuer l'héritage culturel constitué d'anciens chants religieux russes. Il s'attache à rester fidèle aux origines et aux différents genres des chants religieux. Ses membres interprètent les chants znamenniy (mélodies anciennes), bulgares, grecs, byzantins.
Lors de la réécriture des textes et des mélodies, afin de protéger l'authenticité des diverses sortes de Saintes Écritures de la Russie ancienne, le Chœur travaille en étroite collaboration avec des spécialistes des chants russes médiévaux.
À part les anciens chants russes à une seule voix, tous les types de polyphonie d’église russe ont été repris pour la liturgie : chant Strochnoi, polyphonie Znamenny, premières partes, ainsi que des chants traditionnels orthodoxes - grecs, serbes, bulgares et géorgiens. Lors des offices divins, le chœur chante à partir de la « Znamia de Kiev » datant du 17e siècle et imprimée dans les livres de chants monophoniques synodaux. Les chants provenant de ces livres ont servi d’exemple à de nombreux compositeurs, notamment à Piotr Ilitch Tchaïkovski et à Sergueï Rachmaninov. 
En plus de la transcription de l’ancienne polyphonie russe, le chœur réalise également ses propres versions, celles de compositeurs de chants d’église, mais aussi des œuvres choisies de compositeurs ecclésiastiques. La tradition du chant, qui est maintenant intégrée par les services du métochion, s’accorde avec l’époque du multi-chant qui existait sous le règne d’Alexis Ier et qui a duré jusqu’à la fin du règne de Pierre Ier le Grand.

## Interprétation
« Optina Poustyne » présente des domaines inédits de la culture musicale. Il établit des parallèles historiques et artistiques entre les différentes tendances et styles de musique ecclésiastique. 
L'ensemble ne se limite pas aux chants religieux, il interprète également des chants profanes.

## Les interprètes
Le chœur intègre des solistes remarquables de Saint-Pétersbourg tels que l’artiste émérite russe Vladimir Miller (le basso profundo), soliste de l’Académie d’État aCapella et du Théâtre Mariinsky ; Victor Khaprov (basse) ; Dmitry Shishkin (basse),  lauréat des concours internationaux ; Sergei Grigoriev (chef de chœur, basse) ; Boris Petrov (baryton), lauréat des concours internationaux; Dmitry Pisarev (baryton), lauréat des concours internationaux ; Andrey Ivanushkin (chef des chœurs, ténor) ; Nikita Chernikov (ténor) ; Ivan Egorov (ténor) ; Alexander Gorbatenko (contre-ténor), lauréat des concours internationaux.

## Discographie
En 2006, un album enregistré avec l’orchestre I Solisti Veneti est sorti sous le label Warner Music. Au fil des ans, le chœur a sorti 15 albums solo.

## Concerts
À Saint-Pétersbourg, leur ville natale, les choristes chantent lors des offices religieux célébrés au monastère d'Optina Poustyne. 
Le premier répertoire du cœur date de 1998.  Il était composé de musiques ecclésiastiques et profanes adaptées par A. Semyonov. À partir des répertoires « Millénaire du chant liturgique russe » (2000) et « L’amour Saint » (2003), l’ensemble a fait une tournée en Russie. En 2008, la chorale a présenté le répertoire « Chants d’église anciens » au Musée historique de Ratisbonne en Allemagne. Il comprenait des chants grégoriens, ambroisiens, byzantins, arméniens et géorgiens du Ve au XVIe siècle dans les langues d’origine. En 2011,  la chorale a développé le projet Ars Antiqua & Ars Nova avec le chef d’orchestre belge fondateur de Huelgas Ensemble - Paul van Nevel. Il réunissait les chefs-d’œuvre de la polyphonie de l’Europe occidentale de la Renaissance.
En 2013, à la philharmonie de Saint-Pétersbourg, le chœur a présenté le répertoire « Les chants des diacres du tsar ». Ces chants, issus du creuset des créateurs de chants russes, ont été interprétés et accompagnés de commentaires musicaux et historiques mettant en lumière les règnes d’Ivan III, Ivan IV, Théodore Ioannovich, Alexei Mikhailovich et Pierre Ier. Le public apprécie aussi les concerts de Noël, ceux du Carême et ceux de Pâques.
Le chœur Optina Poustyne a chanté dans plus de 35 villes russes et dans plus de 20 pays. Des concerts ont eu lieu dans la cathédrale de l’Assomption du Kremlin de Moscou, dans les cathédrales Sainte-Sophie de Novgorod et de Kiev, dans de nombreuses cathédrales d’Europe, dans la Philharmonie de Saint-Pétersbourg, dans la Capella, dans la salle de concert de Tchaïkovski et dans la Maison de la Musique à Moscou, ainsi que dans les salles de concert Laeiszhalle (Hambourg), Temppeliaukio (Helsinki) et Rikskonserter (Stockholm). 
Le chœur se produit également en public comme à la Maison Pouchkine, au salon Blanc du Palais de marbre, en la cathédrale Pierre-et-Paul, à la forteresse Pierre-et-Paul et au Palais Cheremetiev.

## Répertoire
- Les Bateliers de la Volga
- La Légende des douze voleurs, une composition du poète russe Nikolaï Alekseevitch Nekrassov (1821-1877).
- Chansons des anges
- Kalinka
- Les Yeux Noirs
- La route de l'hiver (texte de Alexandre Pouchkine)
- Saint-Amour : composé par Alexis Konstantinovitch Tolstoï
- Le petit coucou : composé par Sergueï Alekseevitch Jarov (1897-1985) (fondateur du Chœur des Cosaques du Don) (1921).
- La route enneigée : composition du poète russe Vissarion Iakovlevitch Chebaline (1902-1963).
- La steppe  : Une composition du poète russe Ivan Zakharovitch Surikov (1841-1880)[2]
- La jolie nuit.
- Dans la sombre forêt.
- La petite cloche, etc.

## Source
- Optina, chœur d'hommes du monastère Optina Poustyne en l'église Notre-Dame d'Auvers-sur-Oise
- www.optinachoir.ru